# Gagrella luteomaculata
Gagrella luteomaculata is een hooiwagen uit de familie Sclerosomatidae.